# Імператор Анко
Імператор Анко́ (яп. 安康天皇, あんこうてんのう, анко тенно; 401 (?) — 24 вересня 456) — 20-й Імператор Японії, синтоїстське божество. Роки правління: 28 січня 454 — 24 вересня 456. Його вірші увійшли до літопису Ніхон Сьокі.

## Життєпис
Після смерті батька 453 року за підтримки клану  Хегурі (Пегурі) зумів зайняти трон, перемігши у придворній боротьбі з братом Кінаші но Кару, звинувативши того у позашлюбному зв'язку з власною сестрою Кару но Ойрацуме, верховною жрицею (кйсакі). Це факт, на думку дослідників, свідчить про перехід імператорів та право спадковості від матрилінійного принципу до патрилінійного. 
Анко захопив владу і наказав повісити принцесу Кару но Ойрацуме та вигнав брата з двору. Кінаші но Кару зібрав однодумців, з якими спробував врятувати сестру, але Анко схопив її та приставив лезо до її горла. Аби врятувати сестру Кінаші но Кару мусив поступитися престолом і вирушити у вигнання. Анко тоді став імператором. 454 року відправив посольство до китайської держави Лю Сун. Водночас наказав стратити свого стрийка Окусака но, який також претендував на трон.
456 року загинув внаслідок змови принца Майови, сина Окусака но, за підтримки клана Кацурагі (свого часу був союзником принца Кінаші но Кару). Проте в подальшій боротьбі владу захопив молодший брат загиблого Охацусе но, що став імператором Юряку.